# Justinian Frisch
Justinian Frisch, Pseudonym Friliko (geb. 19. Juli 1879 in Kritzendorf, Österreich-Ungarn; gest. 2. Juli 1949 in Cambridge), war ein österreichischer Journalist, Übersetzer und Buchgestalter.

## Leben
Justinian Frisch stammte aus einer säkularen jüdischen Familie. Sein Vater Moriz Frisch (1849–1913) war Druckereibesitzer und ab 1900 Mitgesellschafter des Vorwärts-Verlags in Wien. Seine Schwester Martha war von 1900 bis 1908 mit Viktor Tausk verheiratet und wurde eine bekannte Politikerin und Frauenrechtlerin. Justinian studierte Rechtswissenschaft und wurde 1902 an der Universität Wien zum Dr. jur. promoviert. Danach trat er in den Verlag seines Vaters Dr. Frisch & Co. ein. Ab 1913 war er zusammen mit Alfred Simon Gesellschafter des Verlags, schied jedoch nach „unüberbrückbaren Differenzen der beiden Gesellschafter“ als solcher aus und war ab 1914 nur noch Prokurist. 1916 verließ er das Unternehmen ganz. In den 1920er Jahren betrieb er das Werbeunternehmen Atelier Friliko. Ab 1936 war er für den nach Wien übergesiedelten Bermann-Fischer-Verlag als Leiter der Buchherstellung tätig.
Mit Hilfe der Familie Bonnier gelang ihm die Flucht nach Stockholm. Hier schrieb er für die Exilzeitschrift Österreichische Informationen und arbeitete für Bermann Fischer als Übersetzer, Lektor und Herstellungsleiter. Zu seinen bekanntesten Übersetzungen zählt Die Frauen des Hauses Wu von Pearl S. Buck.
1946 kehrte er nach Österreich zurück als Mitherausgeber der Österreichischen Monatsblätter. Bald darauf emigrierte er erneut und ging nach Großbritannien. 1947 übersetzte er John Herseys Reportage Hiroshima.
Frisch war verheiratet mit der Pianistin Auguste Meitner, einer Schwester von Lise Meitner. Der Sohn des Paares Otto Frisch emigrierte nach Großbritannien; er war ein bedeutender Kernphysiker.

## Werke
- Im Fackelschein. 1901
- Geist und Zweck der Schrift: Ihre Aufgaben in der Werbekunst. Wien: C. Barth [1928]
- Das Wiener Strassenbild, gesehen vom Standpunkt des Reklamers. Wien: C. Barth 1928 (= Die Strassenreklame der Weltstädte 1)
- Wiener Bilderbuch. Gezeichnet und lithographiert von Stefan Margó. Text v. Friliko, Wien: Fürth & Rosenbaum [1934]

### Übersetzungen
u. a. Pearl S. Buck, Schalom Asch, Vicki Baum, William Saroyan